# Bray-sur-Seine
Bray-sur-Seine település Franciaországban, Seine-et-Marne megyében. Lakosainak száma 2378 fő (2022. január 1.). Bray-sur-Seine Jaulnes, Mousseaux-lès-Bray és Mouy-sur-Seine községekkel határos.

## Népesség
A település népességének változása:
| Lakosok száma | 2294 | 2222 | 2250 | 2243 | 2276 | 2307 | 2337 | 2356 | 2378 |
|               | 2013 | 2015 | 2016 | 2017 | 2018 | 2019 | 2020 | 2021 | 2022 |